# Kokoni
Der Kokoni (griechisch Κοκόνι) ist eine Hunderasse aus Griechenland und ist der FCI-Gruppe 9 anzusiedeln. Er ist ein Begleithund, der Besucher meldet und kleine Haustiere bewacht.

## Herkunft und Geschichtliches
In Griechenland wurde der Kokoni schon in der Antike als Haus- und Hofhund gehalten.
Seit dem Jahr 2005 ist der Kokoni, auf nationaler Ebene, als Rassehund anerkannt. 

Den Kokoni gibt es in zwei Varianten, die Bezeichnung „Melitaio Kynideo“ steht für den langhaarigen und die weniger verbreitete Art „Alopekis“ für den kurzhaarigen Hund. Die langhaarige Variante wurde im Jahr 2005 unter der offiziellen Rassenbezeichnung „Kokoni“ in Griechenland auf nationaler Ebene anerkannt. Die FCI führt die Rasse „Kokoni“ jedoch nicht. Die englische Bezeichnung für diese Rasse lautet „Small Greek Domestic Dog“.

## Beschreibung

### Körperbau
Der Kokoni ist von den Proportionen her länger als hoch., hat kräftige und gerade Läufe, und trägt seine buschige Rute im Halbkreis über dem Rücken. Der Kopf des Kokoni ist eher länglich und ähnelt in der Form der eines Dackels.

### Fell
Sein Fell kommt in allen Farbgebungen vor und ist:
- im Gesicht und an der Vorderseite der Vorderläufe kurz
- am Hals und Rumpf mittellang
- an der Rute und der Behosung lang bis sehr lang
- im Nackenbereich oftmals länger als an der restlichen Rückenpartie

Seine Kippohren sind mit langen Haaren besetzt. Ebenfalls typisch für einen Kokoni ist die, am Ohransatz, hochstehende Behaarung.

### Augen
Die großen runden Augen sind braun und decken, je nach Fellfarbe, das Spektrum von hellbraun bis dunkelbraun ab.

### Größe und Gewicht
Größe (Widerristhöhe): für Rüden 24–38 cm, für Hündinnen 23–27 cm
Gewicht: 4–8 kg.

### Gesundheit
Kokonis haben eine Lebenserwartung von rund 16 Jahren. Für diese Hunde sind keine rassetypischen Erkrankungen bekannt.

## Wesen
Der Kokoni bewegt sich im Freien schnell und lebhaft.

Der Charakter lässt sich mit den folgenden Stichpunkten beschreiben: aufgeweckt, fröhlich, kontaktfreudig, intelligent, treu, anhänglich, verspielt, sehr aktiv und gelehrig.
Ein Kokoni sucht stets die Nähe zu seinen Besitzern, was ihn für die Haltung in Familien interessant macht. Da Kokonis sehr aktiv sind, muss man ihnen genügend Aufmerksamkeit schenken. Lange Spaziergänge stehen genauso an der Tagesordnung, wie Beschäftigungen durch Denkspiele. Sie schlagen bei Eindringlingen Alarm und halten das Grundstück frei von Ungeziefer wie Mäusen oder Ratten.